# Сербія на літніх Олімпійських іграх 2024
Сербію на літніх Олімпійських іграх 2024 у Парижі представляли 112 спортсменів (69 чоловіків та 43 жінки) у 15 видах спорту. Прапороносцями на церемонії відкриття Олімпіади стали ватерполіст Душан Мандич і волейболістка Майя Огнєнович, а на церемонії закриття — стрільці Зорана Арунович і Дамір Мікец. Серби здобули 5 медалей: 3 золоті, одну срібну та одну бронзові. Збірна посіла 27-ме неофіційне загальнокомандне місце.

## Медалісти
| Медалі | Спортсмени | Вид спорту | Дисципліна                               |
| ------ | --- | ---------- | ---------------------------------------- |
| Золото | Зорана Арунович Дамір Мікец | Стрільба   | пневматичний пістолет, 10 метрів (мікст) |
| Золото | Новак Джокович | Теніс      | чоловічий одиночний турнір               |
| Золото | Збірна Сербії з водного поло- Радослав Филипович - Душан Мандич - Страхиня Рашович - Сава Ранджелович - Милош Чук - Нікола Дедович - Радомир Драшович - Нікола Якшич - Неманя Убович - Неманя Вико - Петар Якшич - Віктор Рашович - Володимир Мишович | Водне поло | чоловічий турнір                         |
| Срібло | Александра Перишич | Тхеквондо  | до 67 кг (жінки)                         |
| Бронза | Збірна Сербії з баскетболу- Урош Плавшич - Філіп Петрушев - Нікола Йович - Богдан Богданович - Ванья Маринкович - Огнен Добрич - Нікола Йокич - Василіє Миціи - Марко Гудурич - Деян Давидовац - Алекса Аврамович - Нікола Милутинов                  | Баскетбол  | чоловічий турнір                         |

## Спортсмени
| Дисципліна                      | Чоловіки | Жінки | Разом |
| ------------------------------- | -------- | ----- | ----- |
| Легка атлетика                  | 2        | 4     | 6     |
| Баскетбол                       | 16       | 12    | 28    |
| Бокс                            | 1        | 2     | 3     |
| Веслування на байдарках і каное | 4        | 4     | 8     |
| Велоспорт                       | 1        | 1     | 2     |
| Дзюдо                           | 3        | 3     | 6     |
| Академічне веслування           | 2        | 1     | 3     |
| Стрільба                        | 2        | 1     | 3     |
| Плавання                        | 2        | 2     | 4     |
| Настільний теніс                | 0        | 1     | 1     |
| Тхеквондо                       | 2        | 1     | 3     |
| Теніс                           | 2        | 0     | 2     |
| Волейбол                        | 12       | 12    | 24    |
| Водне поло                      | 13       | 0     | 13    |
| Боротьба                        | 5        | 0     | 5     |
| Разом                           | 69       | 43    | 112   |

## Академічне веслування
| Спортсмени                      | Дисципліна       | Попередній раунд | Попередній раунд | Перезаплив     | Перезаплив     | Чвертьфінал | Чвертьфінал | Півфінал | Півфінал | Фінал   | Фінал |
| Спортсмени                      | Дисципліна       | Час              | Місце            | Час            | Місце          | Час         | Місце       | Час      | Місце    | Час     | Місце |
| ------------------------------- | ---------------- | ---------------- | ---------------- | -------------- | -------------- | ----------- | ----------- | -------- | -------- | ------- | ----- |
| Мартін Мачкович Ніколай Пименов | Двійки, чоловіки | 6:17.36          | 4 R              | 6:31.54        | 1 SA/B         | Н/Д         | Н/Д         | 6:17.35  | 4 FB     | 6:13.85 | 7     |
| Йована Арсич                    | Одиночки, жінки  | 7:48.29          | 3 QF             | не брав участі | не брав участі | 7:56.18     | 5 SC/D      | 7:44.60  | 1 FC     | 7:26.09 | 13    |

## Баскетбол
5х5
| Команда          | Дисципліна       | Груповий етап       | Груповий етап        | Груповий етап           | Груповий етап | Чвертьфінал        | Півфінал           | Фінал              | Фінал |
| Команда          | Дисципліна       | Суперник Результат  | Суперник Результат   | Суперник Результат      | Місце         | Суперник Результат | Суперник Результат | Суперник Результат | Місце |
| ---------------- | ---------------- | ------------------- | -------------------- | ----------------------- | ------------- | ------------------ | ------------------ | ------------------ | ----- |
| Чоловіча команда | Чоловічий турнір | США L 84–110        | Пуерто-Рико W 107–66 | Південний Судан W 96–85 | 2 QF          | Австралія W 95–90  | США L 91–95        | Німеччина W 93–83  | 3     |
| Жіноча команда   | Жіночий турнір   | Пуерто-Рико W 58–55 | КНР W 81–59          | Іспанія L 62–70         | 2 QF          | Австралія L 67–85  | не пройшли         | не пройшли         | 6     |

3Х3
| Команда          | Дисципліна       | Груповий етап                     | Груповий етап      | Груповий етап        | Груповий етап      | Груповий етап      | Груповий етап      | Груповий етап      | Груповий етап | Чвертьфінал        | Півфінал           | Фінал              | Фінал |
| Команда          | Дисципліна       | Суперник Результат                | Суперник Результат | Суперник Результат   | Суперник Результат | Суперник Результат | Суперник Результат | Суперник Результат | Місце         | Суперник Результат | Суперник Результат | Суперник Результат | Місце |
| ---------------- | ---------------- | --------------------------------- | ------------------ | -------------------- | ------------------ | ------------------ | ------------------ | ------------------ | ------------- | ------------------ | ------------------ | ------------------ | ----- |
| Чоловіча команда | Чоловічий турнір | Сполучені Штати Америки · W 22–14 | Китай · L 15–21    | Нідерланди · W 21–19 | Франція · W 19–16  | Латвія · L 14–21   | Польща · W 21–12   | Литва · L 18–20    | 4 QF          | Франція · L 19–22  | не пройшли         | не пройшли         | 5     |

## Бокс
| Спортсмен       | Дисципліна         | 1/32 фіналу                 | 1/16 фіналу                 | Чвертьфінал           | Півфінал      | Фінал         | Фінал      |
| Спортсмен       | Дисципліна         | Суперник Бали               | Суперник Бали               | Суперник Бали         | Суперник Бали | Суперник Бали | Місце      |
| --------------- | ------------------ | --------------------------- | --------------------------- | --------------------- | ------------- | ------------- | ---------- |
| Вахід Аббасов   | до 71 кг, чоловіки | Bye                         | Льюїс Річардсон (GBR) L 2–3 | не пройшов            | не пройшов    | не пройшов    | не пройшов |
| Сара Чиркович   | до 54 кг, жінки    | Ютамас Джитпонг (THA) L 1–4 | не пройшла                  | не пройшла            | не пройшла    | не пройшла    | не пройшла |
| Наталія Шадріна | до 60 кг, жінки    | Bye                         | Хаджила Хеліф (ALG) W 5–0   | Ян Веньлу (CHN) L 2–3 | не пройшла    | не пройшла    | не пройшла |

## Боротьба
Вільна боротьба
| Спортсмен     | Дисципліна         | 1/32 фіналу   | 1/16 фіналу               | Чвертьфінал                 | Півфінал      | Додатковий раунд          | Фінал                  | Фінал |
| Спортсмен     | Дисципліна         | Суперник Бали | Суперник Бали             | Суперник Бали               | Суперник Бали | Суперник Бали             | Суперник Бали          | Місце |
| ------------- | ------------------ | ------------- | ------------------------- | --------------------------- | ------------- | ------------------------- | ---------------------- | ----- |
| Хетік Цаболов | до 74 кг, чоловіки | Bye           | Іман Махдаві (EOR) W 10–0 | Такатані Даїті (JPN) L 0–10 | не пройшов    | Геандрі Гарсон (CUB) W WO | Кайл Дейк (USA) L 4–10 | 5     |

Греко-римська боротьба
| Спортсмен         | Дисципліна | 1/32 фіналу            | 1/16 фіналу                    | Чвертьфінал               | Півфінал      | Додатковий раунд             | Фінал         | Фінал |
| Спортсмен         | Дисципліна | Суперник Бали          | Суперник Бали                  | Суперник Бали             | Суперник Бали | Суперник Бали                | Суперник Бали | Місце |
| ----------------- | ---------- | ---------------------- | ------------------------------ | ------------------------- | ------------- | ---------------------------- | ------------- | ----- |
| Георгій Тібілов   | до 60 кг   | Енес Башар (TUR) L 7–8 | не пройшов                     | не пройшов                | не пройшов    | не пройшов                   | не пройшов    | 12    |
| Мате Немеш        | до 67 кг   | –                      | Насібов Парвіз (UKR) L 2–3     | не пройшов                | не пройшов    | Амантур Ісмаїлов (KGZ) L 0–8 | не пройшов    | 10    |
| Олександр Комаров | до 87 кг   | –                      | Пайтон Джейкобсон (USA) W 10–0 | Давид Лосонці (HUN) L 2–2 | не пройшов    | не пройшов                   | не пройшов    | 8     |
| Міхаїл Каджая     | до 97 кг   | –                      | Могамед Габр (EGY) L 1–6       | не пройшов                | не пройшов    | не пройшов                   | не пройшов    | 14    |

## Велоспорт

### Шосейна гонка
| Спортсмен  | Дисципліна                       | Час     | Місце |
| ---------- | -------------------------------- | ------- | ----- |
| Огнєн Ілич | Групова шосейна гонка (чоловіки) | 6:39.27 | 64    |
| Єлена Ерич | Групова шосейна гонка (жінки)    | 4:10.47 | 66    |

## Веслування на байдарках і каное
Спринт
| Спортсмен                                                               | Дисципліна           | Попередній раунд | Попередній раунд | Чвертьфінал    | Чвертьфінал    | Півфінал | Півфінал | Фінал      | Фінал |
| Спортсмен                                                               | Дисципліна           | Час              | Місце            | Час            | Місце          | Час      | Місце    | Час        | Місце |
| ----------------------------------------------------------------------- | -------------------- | ---------------- | ---------------- | -------------- | -------------- | -------- | -------- | ---------- | ----- |
| Марко Драгосавлевич Марко Новакович                                     | K-2 500 м (чоловіки) | 1:30.71          | 4 QF             | 1:28.57        | 2 SF           | 1:30.20  | 7 FB     | 1:31.50    | 11    |
| Анджело Джомбета Владимир Торубаров                                     | K-2 500 м (чоловіки) | 1:34.22          | 5 QF             | 1:29.46        | 4 SF           | 1:34.65  | 8 FB     | 1:35.00    | 16    |
| Марко Драгосавлевич Анджело Джомбета Марко Новакович Владимир Торубаров | K-4 500 м (чоловіки) | 1:20.99          | 1 SF             | не брав участі | не брав участі | 1:19.91  | 2 F      | 1:21.52    | 6     |
| Міліца Новакович                                                        | K-1 500 м (жінки)    | 1:50.37          | 2 SF             | не брав участі | не брав участі | 1:50.41  | 3 FB     | 1:51.55    | 9     |
| Анастазія Баюк Марія Достанич Міліца Новакович Дуня Станоєв             | K-4 500 м (жінки)    | 1:36.40          | 5 SF             | Н/Д            | Н/Д            | 1:35.25  | 3        | не пройшли | 9     |

## Волейбол
| Команда                | Дисципліна       | Груповий раунд     | Груповий раунд     | Груповий раунд     | Груповий раунд | Чвертьфінал        | Півфінал           | Фінал              |       |
| Команда                | Дисципліна       | Суперник результат | Суперник результат | Суперник результат | Місце          | Суперник результат | Суперник результат | Суперник результат | Місце |
| ---------------------- | ---------------- | ------------------ | ------------------ | ------------------ | -------------- | ------------------ | ------------------ | ------------------ | ----- |
| Чоловіча збірна Сербії | чоловічий турнір | Франція L 2–3      | Словенія L 0–3     | Канада W 3–2       | 3              | не пройшли         | не пройшли         | не пройшли         | 9     |
| Жіноча збірна Сербії   | жіночий турнір   | Франція W 3–0      | США L 2–3          | КНР L 1–3          | 3 QF           | Італія L 0–3       | не пройшли         | не пройшли         | 7     |

## Водне поло
| Команда                | Дисципліна       | Груповий раунд     | Груповий раунд     | Груповий раунд     | Груповий раунд     | Груповий раунд     | Груповий раунд | Чвертьфінал        | Півфінал           | Фінал              |       |
| Команда                | Дисципліна       | Суперник результат | Суперник результат | Суперник результат | Суперник результат | Суперник результат | Місце          | Суперник результат | Суперник результат | Суперник результат | Місце |
| ---------------------- | ---------------- | ------------------ | ------------------ | ------------------ | ------------------ | ------------------ | -------------- | ------------------ | ------------------ | ------------------ | ----- |
| Чоловіча збірна Сербії | чоловічий турнір | Японія W 16–15     | Австралія L 3–8    | Іспанія L 11–15    | Франція W 15–8     | Угорщина L 13–17   | 4 QF           | Греція W 12–11     | США W 10–6         | Хорватія W 13–11   | 1     |

## Дзюдо
| Спортсмен                                                                                   | Дисципліна          | 1/32 фіналу                         | 1/16 фіналу                    | Чвертьфінал                 | Півфінал        | Додатковий раунд              | Фінал                           | Фінал      |
| Спортсмен                                                                                   | Дисципліна          | Противник Бали                      | Противник Бали                 | Противник Бали              | Противник Бали  | Противник Бали                | Противник Бали                  | Місце      |
| ------------------------------------------------------------------------------------------- | ------------------- | ----------------------------------- | ------------------------------ | --------------------------- | --------------- | ----------------------------- | ------------------------------- | ---------- |
| Страхіня Бунчич                                                                             | до 66 кг, чоловіки  | Яшар Наяфов (AZE) W 01–00           | Маттео Пірас (ITA) W 01–00     | Денис Вієру (MDA) L 00–10   | Did not advance | Нуралі Емомалі (TJK) W WO     | Гусман Киргизбаєв (KAZ) L 00–01 | 5          |
| Неманья Майдов                                                                              | до 90 кг, чоловіки  | Bye                                 | Теодорос Целідіс (GRE) L 00–10 | не пройшов                  | не пройшов      | не пройшов                    | не пройшов                      | не пройшов |
| Александар Куколь                                                                           | до 100 кг, чоловіки | Сомбор Вег (HUN) L 00–01            | не пройшов                     | не пройшов                  | не пройшов      | не пройшов                    | не пройшов                      | не пройшов |
| Міліца Николич                                                                              | до 48 кг, жінки     | Маруша Штангар (SLO) W 01–00        | Лаура Мартінес (ESP) L 00–10   | не пройшла                  | не пройшла      | не пройшла                    | не пройшла                      | не пройшла |
| Маріца Перішич                                                                              | до 57 кг, жінки     | Маніта Шреста Прадхан (NEP) W 10–00 | Лянь Чен-лін (TPE) W 01–00     | Кріста Дегучі (CAN) L 00–01 | не пройшла      | Харука Фунакубо (JPN) L 00–10 | не пройшла                      | 7          |
| Міліца Жабич                                                                                | понад 78 кг, жінки  | Ася Тавано (ITA) W 10–00            | Ідаліс Ортіс (CUB) W 10–00     | Раз Гершко (ISR) L 00–10    | не пройшла      | Соне Акіра (JPN) W WO         | Романа Дікко (FRA) L 00–10      | 5          |
| Страхіня Бунчич Александар Куколь Неманья Майдов Міліца Николич Маріца Перішич Міліца Жабич | змішана команда     | Bye                                 | Нідерланди (NED) W 4–2         | Японія (JPN) L 1–4          | не пройшли      | Бразилія (BRA) L 1–4          | не пройшли                      | 7          |

## Легка атлетика
| Спортсмен         | Дисципліна                | Кваліфікація | Кваліфікація | Фінал      | Фінал      |
| Спортсмен         | Дисципліна                | Результат    | Місце        | Результат  | Місце      |
| ----------------- | ------------------------- | ------------ | ------------ | ---------- | ---------- |
| Елзан Бибич       | 5000 м, чоловіки          | 14:14.46     | 32           | не пройшов | не пройшов |
| Армін Синанчевич  | штовхання ядра (чоловіки) | 19.31        | 24           | не пройшов | не пройшов |
| Ангеліна Топич    | стрибки у висоту (жінки)  | 1.92         | 12 q         | DNS        | –          |
| Міліца Гардашевич | стрибки у довжину (жінки) | 6.48         | 18           | не пройшла | не пройшла |
| Івана Шпанович    | стрибки у довжину (жінки) | 6.51         | 16           | не пройшла | не пройшла |
| Адріана Вілагош   | метання списа (жінки)     | 60.49        | 13           | не пройшла | не пройшла |

## Настільний теніс
| Спортсмен         | Розряд                   | Кваліфікація      | 1/64                     | 1/32              | 1/16              | 1/8               | Чвертьфінал       | Півфінал          | Фінал             |
| Спортсмен         | Розряд                   | Противник Рахунок | Противник Рахунок        | Противник Рахунок | Противник Рахунок | Противник Рахунок | Противник Рахунок | Противник Рахунок | Противник Рахунок |
| ----------------- | ------------------------ | ----------------- | ------------------------ | ----------------- | ----------------- | ----------------- | ----------------- | ----------------- | ----------------- |
| Ізабела Лупулеску | одиночний розряд (жінки) | Bye               | Адріана Діас (PUR) L 0–4 | не пройшла        | не пройшла        | не пройшла        | не пройшла        | не пройшла        | не пройшла        |

## Плавання
| Спортсмен                                                 | Дисципліна                                      | Гіт     | Гіт   | Півфінал   | Півфінал   | Фінал      | Фінал      |            |            |
| Спортсмен                                                 | Дисципліна                                      | Час     | Місце | Час        | Місце      | Час        | Місце      |            |            |
| --------------------------------------------------------- | ----------------------------------------------- | ------- | ----- | ---------- | ---------- | ---------- | ---------- | ---------- | ---------- |
| Андрей Барна                                              | 50 м вільним стилем (чоловіки)                  | 22.19   | 30    | не пройшов | не пройшов | не пройшов | не пройшов |            |            |
| Андрей Барна                                              | 100 м вільним стилем (чоловіки)                 | 48.34   | 10 Q  | 48.11      | 14         | не пройшов | не пройшов | не пройшов | не пройшов |
| Велімір Степанович                                        | 100 м вільним стилем (чоловіки)                 | 48.40   | 13 Q  | 48.78      | 16         | не пройшов | не пройшов |            |            |
| Велімір Степанович                                        | 200 м вільним стилем (чоловіки)                 | 1:47.56 | 18    | не пройшов | не пройшов | не пройшов | не пройшов |            |            |
| Нікола Ачин Андрей Барна Юстін Цветков Велімір Степанович | естафета 4x100 метрів вільним стилем (чоловіки) | 3:14.68 | 11    | Н/Д        | Н/Д        | не пройшли | не пройшли |            |            |
| Аня Цревар                                                | 200 м батерфляєм (жінки)                        | 2:18.46 | 17    | не пройшла | не пройшла | не пройшла | не пройшла |            |            |
| Аня Цревар                                                | 400 м комплексом (жінки)                        | 4:49.16 | 16    | Н/Д        | Н/Д        | не пройшла | не пройшла |            |            |

## Стрільба
| Спортсмен                   | Дисципліна                                  | Кваліфікація | Кваліфікація | Фінал                                           | Фінал      |
| Спортсмен                   | Дисципліна                                  | Бали         | Місце        | Бали                                            | Місце      |
| --------------------------- | ------------------------------------------- | ------------ | ------------ | ----------------------------------------------- | ---------- |
| Лазар Ковачевич             | гвинтівка з трьох положень, 50 м (чоловіки) | 592          | 5 Q          | 407.4                                           | 8          |
| Лазар Ковачевич             | пневматична гвинтівка, 10 м (чоловіки)      | 625.5        | 37           | не пройшов                                      | не пройшов |
| Дамір Мікец                 | пневматичний пістолет, 10 метрів (чоловіки) | 584          | 1 Q          | 136.9                                           | 7          |
| Зорана Арунович             | пневматичний пістолет, 10 метрів (жінки)    | 575          | 10           | не пройшла                                      | не пройшла |
| Зорана Арунович Дамір Мікец | пневматичний пістолет, 10 метрів (мікст)    | 581          | 2 Q          | Шеввал Ілайда Тархан / Юсуф Дікеч (TUR) W 16–14 | 1          |

## Теніс
| Спортсмен      | Розряд              | 1/64                                            | 1/32                            | 1/16                            | 1/8                                    | Чвертьфінал                      | Півфінал                                   | Фінал             |
| Спортсмен      | Розряд              | Противник Рахунок                               | Противник Рахунок               | Противник Рахунок               | Противник Рахунок                      | Противник Рахунок                | Противник Рахунок                          | Противник Рахунок |
| -------------- | ------------------- | ----------------------------------------------- | ------------------------------- | ------------------------------- | -------------------------------------- | -------------------------------- | ------------------------------------------ | ----------------- |
| Новак Джокович | чоловічий одиночний | Меттью Ебден (AUS) W 6–0, 6–1                   | Рафаель Надаль (ESP) W 6–1, 6–4 | Домінік Кепфер (GER) W 7–5, 6–3 | Стефанос Ціціпас (GRE) W 6–3, 7–6(7–3) | Лоренцо Музетті (ITA) W 6–4, 6–2 | Карлос Алькарас (ESP) W 7–6(7–3), 7–6(7–2) | 1                 |
| Душан Лайович  | чоловічий одиночний | Максиміліан Мартерер (GER) L 3–6, 7–6(8–6), 3–6 | не пройшов                      | не пройшов                      | не пройшов                             | не пройшов                       | не пройшов                                 | не пройшов        |

## Тхеквондо
| Спортсмен          | Категорія           | 1/16                   | Чвертьфінал                         | Півфінал                     | Втішний раунд 1     | Втішний раунд 2    | Фінал                      | Фінал      |
| Спортсмен          | Категорія           | Суперник Результат     | Суперник Результат                  | Суперник Результат           | Суперник Результат  | Суперник Результат | Суперник Результат         | Місце      |
| ------------------ | ------------------- | ---------------------- | ----------------------------------- | ---------------------------- | ------------------- | ------------------ | -------------------------- | ---------- |
| Лев Корнеєв        | до 58 кг (чоловіки) | Букар Діоп (SEN) W 2–0 | Мохамед Халіль Джендубі (TUN) L 0–2 | не пройшов                   | не пройшов          | не пройшов         | не пройшов                 | не пройшов |
| Стефан Таков       | до 80 кг (чоловіки) | Bye                    | Файсал Савадого (BUR) L 0–2         | не пройшов                   | не пройшов          | не пройшов         | не пройшов                 | не пройшов |
| Александра Перишич | до 67 кг (жінки)    | –                      | Озода Собіржонова (UZB) W 2–1       | Сасікарн Тонгчан (THA) W 2–0 | Сон Цзі (CHN) W 2–0 | Bye                | Мартон Вівіана (HUN) L 0–2 | 2          |